# Johann Beck
Johann Beck (7. června 1706 Holasovice, německy Kreuzendorf – 19. března 1777 Lichtenfels) byl misionářem Moravských bratří v Grónsku.

## Mládí
Jacob Beck, děda Johanna Becka, byl v dobách rekatolizace pro svoji evangelickou víru vězněn, zmrzačen a zemřel na následky mučení. Jeho vdova se odstěhovala i se svými dvěma syny do Hlubčic v domnění, že tam bude jejich víra tolerována. Nestalo se tak – nejen na Caspara Becka, otce Johanna Becka, si dělala právo katolická církev. Johann Beck se tedy narodil v katolické rodině, ale pro svou skutečnou a utajovanou víru se dostal v roce 1732 do vězení. Odtud se mu podařilo se spoluvězněm uprchnout a v květnu 1732 dorazil do Ochranova v Horní Lužici.

## Misie
Mikuláš Ludvík Zinzendorf neviděl rád tajné výlety Kristiána Davida i jiných exulantů do bývalé vlasti. Aby tomu zabránil, začal putující exulanty posílat na misie (i Johann Beck navštívil několikrát své rodiče ve vlasti, např. v roce 1733). V dubnu roku 1733 byl vyslán Kristián David společně s bratranci Stachovými do Grónska, aby tam založili bratrskou misijní stanici Nový Herrnhut. Dne 10. března 1734 byli do této stanice vysláni i Johann Beck a Friedrich Böhnisch. V červenci 1736 za nimi dorazila další malá skupinka herrnhutských misionářů, mezi kterými byla Rosina Stachová (1713 Mankovice – 1797 Herrnhut). Dne 19. srpna 1736 oddal Matouš (Matthäus) Stach (spoluzakladatel misijní stanice a bratr Rosiny) svou sestru s Johannem Beckem.
- O syna, který se manželům Beckovým narodil dne 20. června 1737 v Novém Herrhutu (Johann Ludwig Beck, pozdější misionář na Labradoru), projevil zájem jeden Gróňan, který si chtěl toto exotické dítě (první dítě misionářů) koupit za tulení maso. Manželům se v Grónsku narodilo celkem devět dětí.

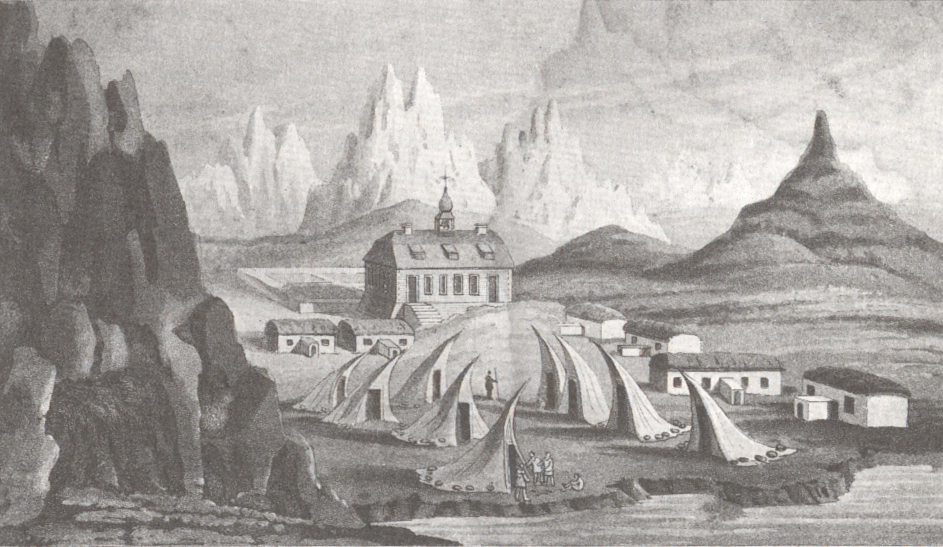
Lichtenfels v roce 1770, autor David Cranz († 1777)

Časem se Johann Beck naučil dobře grónský jazyk a jím sepsaný náboženský text, který popisoval Kristovo utrpení, spolu s jeho grónským zpěvníkem byly pro misionářské potřeby vytištěny v roce 1759 v Holandsku. Od roku 1760 Johann často postonával, poslední roky trávil v Lichtenfelsu, kde v roce 1777 zemřel. Vdova Rosina zůstala v Grónsku ještě jeden rok, poté se, po dvaačtyřiceti letech grónské misijní práce, vrátila do Herrnhutu. Tam žila v domě vdov a zemřela ve věku téměř 84 let.